# Чжан Цзай
Чжан Цзай (Кайфен, 1020 — 1077) — китайський державний діяч, філософ династії Північна Сун, один із засновників неоконфуціанської філософської школи.

## Біографія
Народився Чжан Цзай 1020 р. в столиці імперії Сун, місті Кайфен, у родині префекта. Проте, дуже рано був вимушений покинути рідне місто і переїхати до Чананя. Зважаючи на положення родини в суспільстві, з малку захоплювався військовим мистецтвом і вважав це справою свого майбутнього. Але в підлітковому віці став проявляти неабиякий філософський хист, І вже у двадцятирічному віці звернувся з проханням прийняття в помічники до відомого на той час політичного діяча та вченого
Фань Чжунаня. Той, помітивши високу зацікавленість хлопця в саморозвитку, порекомендував Чжан Цзаю познайомится з конфуціанським трактатом «Чжун юн».
Через декілька років, хлопець, у спробах віднайти істинний шлях, звертається до буддиських та даосських догматів, але не знайшовши відповіді на поставленні питання, повертається до конфуціанства. Проте, саме таке різноманіття досліджуваних тем, в майбутньому, широко вплине на його вчення.
Завдячуючи своїй наполегливій праці, у 1057 р. здобуває ступінь цзяньши та призначається на роботу до магістрату. А вже в 1069 р., завдяки особистій зацікавленості імператора його вченням та висунутим концепціям управління, призначається на високу державницьку посаду. Але дуже швидко Чжан Цзай покидає свій високий піст, не в змозі змиритися з радикальними реформами Ван Аньшаня. Саме з цього часу філософ повністю присвячує свій вільний час викладанню та науковій праці. В цей період виходит у світ одна з найвідоміших його праць — книга «Чженмен», тобто писемний виклад основних правил та настанов Чжан Цзая.
1076 р. він був покликаний на попередню посаду, але взимку того ж року Чжан Цзай захворів і, відчуваючи наближення своєї смерті, вирішив повернутися до рідного міста. Проте, не досягнувши пункту свого призначення, 1077 р. помирає.

## Основи вчення
За основними догмами вчення Чжана Цзая, всі речі світу складаються з початкової субстанції, так званої ци. Для нього, ци включає в себе сили, які регулюють взаємодію між інь і янь, добром та злом. На думку філософа, все на світі складається з ци, адже у розрідженому стані вона невидима, але коли вона конденсується, то стає твердим або рідким тілом і набуває нових властивостей. Таким чином усе є ци: скелі, дерева, повітря та навіть люди.
Також Чжан Цзай досліджує відносини між «двома» і «одним», тобто відносини між протилежностями і єдністю. Він вважав, що існує єдність протилежностей, яке важко уловити, і, оскільки в єдності існують протилежності, відбуваються численні зміни. Перехід від протилежностей до єдності він називав «змішанням». Взаємовплив протилежностей змушує всі предмети перебувати в стані безперервного руху і змін.
Окрім цього, Чжан Цзай першим серед неоконфуціанців провів чітке розмежування між людськими бажаннями і космічним принципом (тяньлі). Розмежування, яке зберігалося в китайській філософії аж до цинського періоду. Чжан Цзаю належить відомий вислів: «Єдність людської природи і свідомості можлива завдяки розуму». Коли людина удосконалює свою природу, вона приходить до розуміння необхідності любові до всього живого і охоче ділиться своїми знаннями з іншими, допомагає всім людям .
До того ж, філософ намагався розібратися в тому, звідки людина отримує інформацію та знання. Так, він стверджував, що вони народжуються в процесі з'єднання суб'єкта (органів почуттів) і об'єкта (предметів зовнішнього світу). Знання, набуті за допомогою органів почуттів при зіткненні з зовнішнім світом, Чжан Цзай називав «знаннями від очей і вух». При цьому, Чжан Цзай визнавав, що відчуття виникають від предметів і явищ зовнішнього світу, що предмети і явища зовнішнього світу первинні, а свідомість людини вторинна, тобто він дотримувався принципів матеріалістичної теорії пізнання. Але він помітив протиріччя між незліченністю предметів в світі і обмеженістю почутого і побаченого окремою людиною і шукав «знань про характер сутності» і «прекрасних знань про сутність неба», що представляють абсолютну істину, «що вичерпує всі предмети під небом». Під так званими «прекрасними знаннями про сутність неба», що дають «правильне розуміння впізнаваного», мається на увазі всеохопне пізнання закономірностей неба, землі і всіх предметів . Чжан Цзай вважав, що, коли люди пізнають закономірності в русі і зміні землі, неба і людини, вони пізнають сутність неба, тобто досягнуть вищого ступеня осягнення потаємного, і зможуть злитися з небом 
Ще одним вагомим внеском Чжан Цзая в неоконфуціанську філософію є деміфологізація уявлень про душу і загробне життя. Згідно з традиційними уявленнями, душі предків продовжували існувати після їх смерті в безтілесної формі. Чжан Цзай, спираючись на ідеї «Книги змін», інтерпретував появи злих і добрих духів (гуй шень) як спонтанні прояви двох основних форм ци. По суті, ци єдина, але у неї є безліч функціональних проявів. Конкретні люди з'являються і зникають, але існує вічний зразок людини, з при сущому йому ци. Коли чоловік з'являється на світ, то ци функціонує у формі шень, коли він вмирає, ци розчиняється і повертається в форму гуй.
Таким чином, Чжан Цзай вважав особистість смертною, схильною до руйнування — але не до кінця. Він прагнув створити концепцію, за допомогою якої конфуціанство могло б конкурувати з концепцією особистого безсмертя в даосизмі і буддійською ідеєю переселення душ.

## Основні праці
«Чженмен» («Виправлення юнацького невігластва»), «Сі-мін» («Західні написи» (частина 17 глави «Чженмен»), «Цзінсюе лику» («Принципи вивчення класики»), «Ішоу» ("Коментарі до «Книги змін»).